# Габі Еспіно
Габі Еспіно (ісп. María Gabriela Espino Ruguero, нар. 15 листопада 1977, м. Каракас, Венесуела) — венесуельська акторка, модель і телеведуча.

## Життєпис
Народилася 1977 року в місті Маракай у Венесуелі в сім'ї інженера-хіміка та публіциста, має іспанське та ліванське походження. Батьки розлучилися, коли вона була дитиною. Має братів Маріано та Густаво і сестер, Андреїна та Неллі Гуінанд (Еспіно). Спочатку Еспіно планувала стати ветеринаркою чи стоматологинею. Згодом вона почала вивчати зв'язки з громадськістю, але не закінчила навчання, оскільки пройшла прослуховування на роль Долини в телесеріалі Nubeluz.
Еспіно вивчала акторську майстерність у школі Луз Колумба в Каракасі протягом двох років, після чого отримала роль у серіалі «Від щирого серця» в 1997 році.
У 1999 році її родина переїхала до Маямі в США. Послідували зйомки в телесеріалі «Улюблена».
У 2001 році Еспіно вирішила повернутися до Венесуели, щоб зіграти у двох телесеріалах, «Коханці повного Місяця» та «Війна жінок».
2002 року виходить телесеріал «Сім'я Гонсалес» за її участю.
2003 року Еспіно повернулася до Маямі, щоб зіграти роль лиходійки в телесеріалі «Ребека». У 2004 році вона виконувала головну роль у серіалі «На ім'я Місяць».
У 2007 році знялася в телесеріалі «Без сорому». У 2008 році були зйомки в телесеріалі «Обличчя Аналії».
У 2009 році працює над серіалом «Грішний ангел» виробництва Telemundo із Дженкарлосом Канелою. Здобула нагороду як найкраща акторка року.
У 2011 році в Колумбії відбулися зйомки серіалу «Око за око». 2013 року знялася в телесеріалі «Святий диявол».

## Особисте життя
Була одружена з Крістобалом Ландером, від якого народила дочку Оріану Ландер Еспіно. Пізніше зустрічалася з актором Дженкарлосом Канелою, з яким познайомилася на зйомках серіалу «Грішний ангел», народила сина — Ніколаса Канела Еспіно. З 2018 року має стосунки із Джеймі Майол.

## Фільмографія
- Роки молоді (серіал) (1997) — Наталія Арістігуїта
- Серце, що кохає (серіал) (1999) — Івана
- Північні коханці (серіал) (2000—2001) — Абріл Карденас
- Війна жінок (серіал) (2001—2002) — Юбірі Габоа
- Родина Гонсалес (серіал) (2002) — Алелі Гонсалес
- Ребека (серіал) (2003) — принцеса Ізагуїра Забалета де Монтальбан
- На ім'я Місяць (серіал) (2004) — Місяць Мендоза
- У пошуках ідеального чоловіка (серіал) (2005—2008) — Марія Карлотта Рівас.
- Дружина мого брата (2005).
- Жорстокий світ (серіал) (2006) — Маріанжела
- Sin vergüenza (серіал) (2007) — Рената
- Обличчя Аналії (серіал) (2008—2009) — Маріанна Андраде
- Más sabe el diablo (серіал) (2009) — Мануела Давіла
- «Santa diabla» (серіал) (2013) — «Санта Мартінес / Аманда Браун»
- Сеньйора Асеро (2016—2018) — Індіра Карденас (118 епізодів)
- Бетті в Нью-Йорку (2019) — себе (1 епізод)
- Удача Лолі (2021) — Пауліна Кастро

## Нагороди та номінації
| Рік  | Нагорода                  | Категорія                     | Фільм         | Результат |
| ---- | ------------------------- | ----------------------------- | ------------- | --------- |
| 2012 | Premios Tu Mundo          | #MostSocial                   | Herself       | Перемога  |
| 2013 | Premios Tu Mundo          | Я сексуальний і я це знаю     | Herself       | Перемога  |
| 2013 | Premios Tu Mundo          | Улюблена нагорода вечора      | Herself       | Перемога  |
| 2013 | Premios People en Español | Best Actress                  | Святий диявол | Номінація |
| 2013 | Premios People en Español | Пара року (з Аароном Діасом)) | Святий диявол | Номінація |